# Посёлок Торфопредприятия «Большое»
Посёлок торфопредприятия «Большое» — посёлок в Гороховецком районе Владимирской области России, входит в состав Куприяновского сельского поселения.

## География
Посёлок располагается в 4,5 километрах к юго-востоку от железнодорожной платформы Молодники и в 16 километрах к юго-западу от Гороховца.

## История
Посёлок образован после Великой Отечественной войны в связи с организацией торфопредприятия «Большое». В 1950-х годах построена узкоколейная железная дорога Великово — Груздевский — Большое (разобрана в начале 1990-х годов). Входил в состав Куприяновского сельсовета, с 2005 года — в составе Куприяновского сельского поселения.
Поселок населен потомками работников торфопредприятия, или просто сельскими жителями-пенсионерами. Много домов куплено горожанами для дач, в основном из г. Дзержинска (Нижегородской области).
Время основания — пятидесятые годы. На этом месте не было ничего, кроме болот. Но богатые месторождения торфа побудили администрацию района провести активную компанию по отводу воды. Поэтому вдоль асфальтовой дороги в поселок после моста через Суворощь тянутся две большие канавы-водостоки. Говорят, что первые поселенцы помнили дощатые дорожки на деревянных опорах вместо тропинок по причине заболоченности.

## Природа
Большое раменье. Чистейшая природа, дикие леса, мохнатые ели, многовековые сосны, мягкий глубокий мох.
Природа до недавнего времени — дикая и нетронутая. Болотистая местность, сосновый лес, огромные сосны, участки со смешанным лесом, чистый воздух. Много грибов и различных лесных ягод.
Вдоль реки Суворощь, которая огибает поселок на расстоянии 5-10 км, расположены дубовые рощи. Еще несколько лет назад легко можно было повстречать лосей.
В последнее время активизировались бобры. Вдоль канав, обрамляющих поля, которые остались от работы торфопредприятия, на березах или ивах встречается конусообразная обработка бобриными зубами. Они строят запруды, дамбы, которые становятся отличными «мостиками» для грибников.
Небольшая речка Суворощь, вертлявая, извилистая, запутаться в ней можно.

## Инфраструктура советского времени
В советское время поселок активно развивался и имел свою инфраструктуру. Были продуктовые и хозяйственные магазины, общественная столовая, баня и прачечная для всех желающих, парикмахерская, клуб с библиотекой, большая трехэтажная школа до 8 класса, административное здание, которое называли «конторой», вместительный детский сад, пекарня, отделение почты, аптека и фельдшерский пункт, и даже гостиница.
В лесу, метрах в 500 от территории жилого поселка была расположена свиноферма, телятник, коровник. «Мехцех» — небольшое предприятие по сборке каких-то механизмов или деталей, и торфопредприятие. Оно включало в себя гектары разрабатываемых торфяных полей как вблизи поселка, так и за несколько десятков километров от него. У предприятия был огромные технический и автомобильные парки (тракторы, экскаваторы, бульдозеры, грузовики и проч. спецтехника), собственная ж/дорога, грузовые поезда и вагоны, а также вагончики для перевозки работников на дальние поля.
С 1980-х в поселке работал небольшой радиоцех от Муромского радиозавода радиоизмерительных приборов, в котором велась сборка печатных плат радиол «Кантата-205» и др. В феврале 1992 года цех был остановлен, а оборудование вывезено в Муром.
До сего времени следы былой эпохи напоминают о себе развалинами, заросшим «мехцехом», брошенными остатками «спецтехники», искалеченным зданием некогда уютного детского сада с разрушенной крышей. Школу, пекарню, овощную базу, пожарную вышку, контору снесли, а что-то разрушилось от времени. И только библиотека, говорят, продолжает работать.

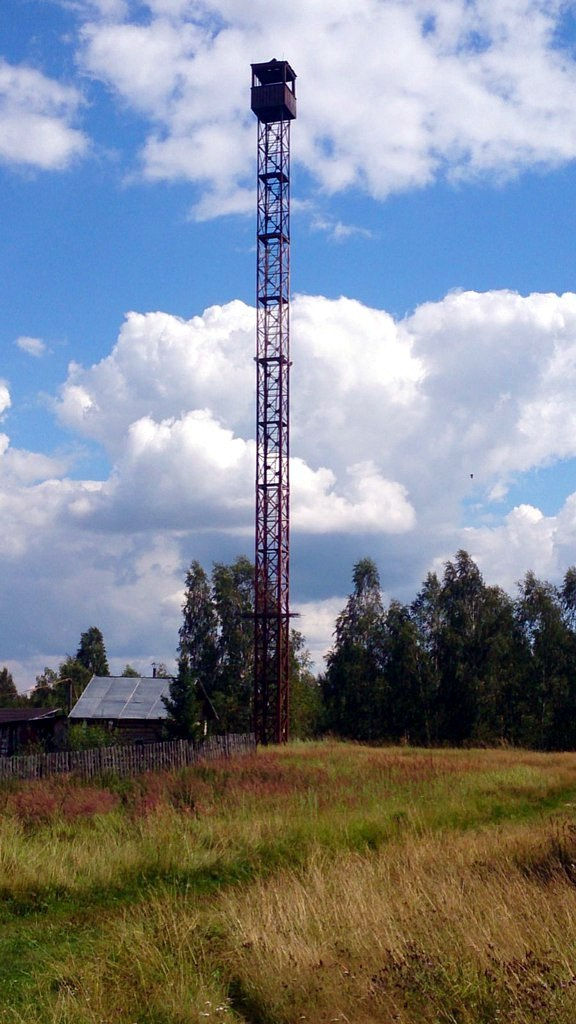
Наблюдательная пожарная вышка на улице Луначарского
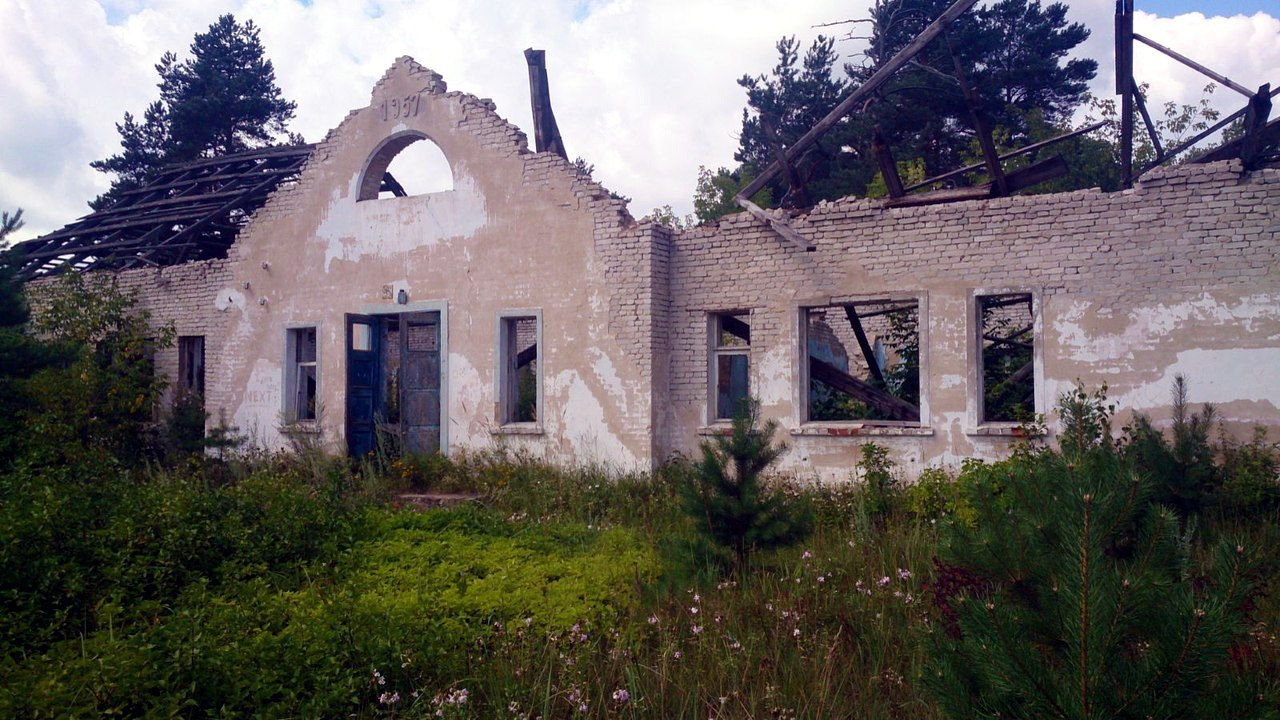
Руины бывшего детского сада на улице Фрунзе

## Транспорт
Поселок находится примерно в 16 км от трассы М7, поворот в городе Гороховце. Ходит рейсовый автобус от центральной площади Гороховца. Останавливаются электропоезда по маршруту Нижний Новгород — Вязники.

## Население
| 2002 | 2010 | 2021 |
| ---- | ---- | ---- |
| 229  | ↘162 | ↘155 |